# トーマス・ゴールズワージー
トーマス・ライダー・ゴールズワージー（Thomas Ryder Galsworthy、1865年4月1日 - 1923年）は、イギリスの船員で、高陞号撃沈事件の時の高陞号船長。

## 生涯
1865年4月1日にロンドンの徴税官吏のジョンを父として生まれる。1879年にユナイテッド・ウェストミンスター・スクールズ（現在のウェストミンスター・シティー・スクール）を卒業し、商船学校のウースター協会（Thames Nautical College HMS Worcester）に入校、1880年12月に同校を卒業、船員免状を取得（First Class Extra seamanship and scholastic certificates）。数年の海上勤務を経て、1888年12月に船長資格を取得した。1894年の豊島沖海戦において、ウースター協会の6年先輩である東郷平八郎に自船を撃沈され、他のイギリス人士官と共に救助される。
後年、東郷がイギリスでウースター号卒業生の同窓会に参加し大歓迎されたが、この時は賓客の体面を考えて欠席したという。58歳で死去。